# Општина Бањаса (Галац)
Бањаса (рум. Băneasa) општина је у Румунији у округу Галац.
Oпштина се налази на надморској висини од 186 m.